# Jens Winther (musiker)
 For alternative betydninger, se Jens Winther. (Se også artikler, som begynder med Jens Winther)
Jens Winther (29. oktober 1960 i Næstved – 24. februar 2011 i Genève) var en dansk jazz trompetist, komponist og dirigent. Han komponerede for og spillede i en lang række europæiske big bands samt andre orkestre. Hans værker omfatter kompositioner for symfoniorkestre, kammerensembler og kor.
Som dirigent var Winther, i særdeleshed siden 2007, bemærket på den internationale jazzscene for sin JW European Quartet (oprindeligt en kvintet). I 2008 grundlagde Winther fusionbandet JW Electrazz, og han boede siden 2009 i Berlin.
I 1987 modtog han Ben Webster Prisen.
Jens Winther er far til sangerinden Malene Mortensen (født 1982) . som han fik med trommeslager og musiklærer Karen Mortensen  og pianist Carl Winther (født 1984),